# Pädagogische Universität Changhua
Die Pädagogische Universität Changhua (chinesisch 國立彰化師範大學, Pinyin Guólì Zhānghuà Shīfàn Dàxué, englisch National Changhua University of Education) (NCUE) ist eine 1971 gegründete Forschungsuniversität in Changhua (Taiwan).

## Geschichte
1745 bestand in der Nähe dieser Universität eine Bildungseinrichtung. 1971 erfolgte die Gründung des Taiwan Provincial College of Education mit drei Instituten. 1980 erfolgte eine Umbenennungen in National Taiwan College of Education, 1989 wurde der Name erneut geändert: Als National Changhua University of Education verfügte die Universität nun über drei Fakultäten mit neun Instituten. Durch weiteren Ausbau seit dem Jahr 2000 gibt es nun sieben Fakultäten.

## Fakultäten
- Pädagogik
- Geisteswissenschaften
- Naturwissenschaften
- Technik und Berufsbildung
- Ingenieurwissenschaften
- Wirtschaftswissenschaften

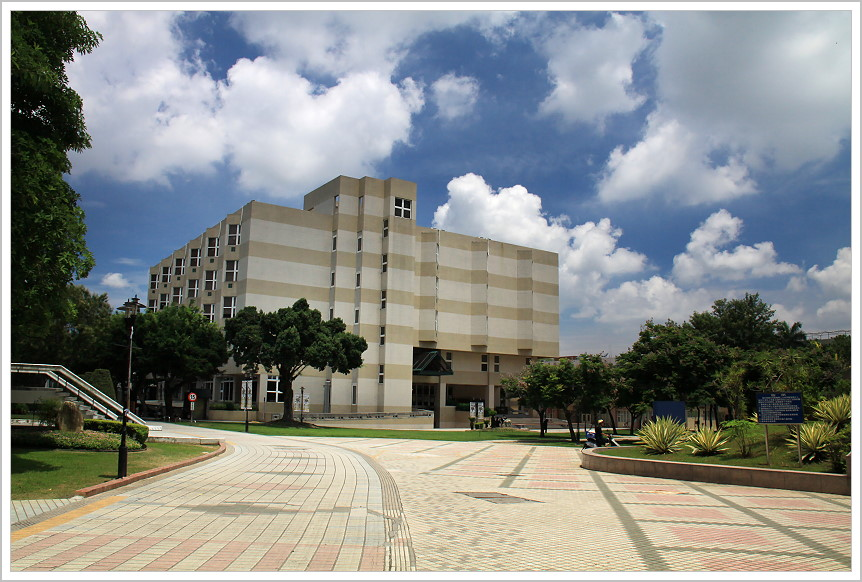
Universitätsbibliothek der NCUE

- Sozialwissenschaften und Sportwissenschaften[5]